# Даль (літера)

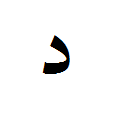
Ізольована форма літери

Даль (араб. دال‎‎; да̄ль) — восьма літера арабської абетки, позначає звук [d].
В ізольованій та початковій позиціях даль має вигляд ﺩ; в кінцевій та серединній — ـد. Літера не зв'язується з наступними після себе в слові.
Даль належить до сонячних літер.
Літері відповідає число 4.
В перській мові ця літера також має назву «даль» (перс. دال), звучить як [d].

## В юнікоді
| Юнікод         | U+062F            |
| Ім'я в юнікоді | ARABIC LETTER DAL |
| HTML           | &#1583;           |
| ISO 8859-6     | 0xcf              |